# Aigenstadl
Aigenstadl ist ein Ortsteil der Stadt Freyung im Landkreis Freyung-Grafenau in Bayern.

## Geographie und Verkehrsanbindung

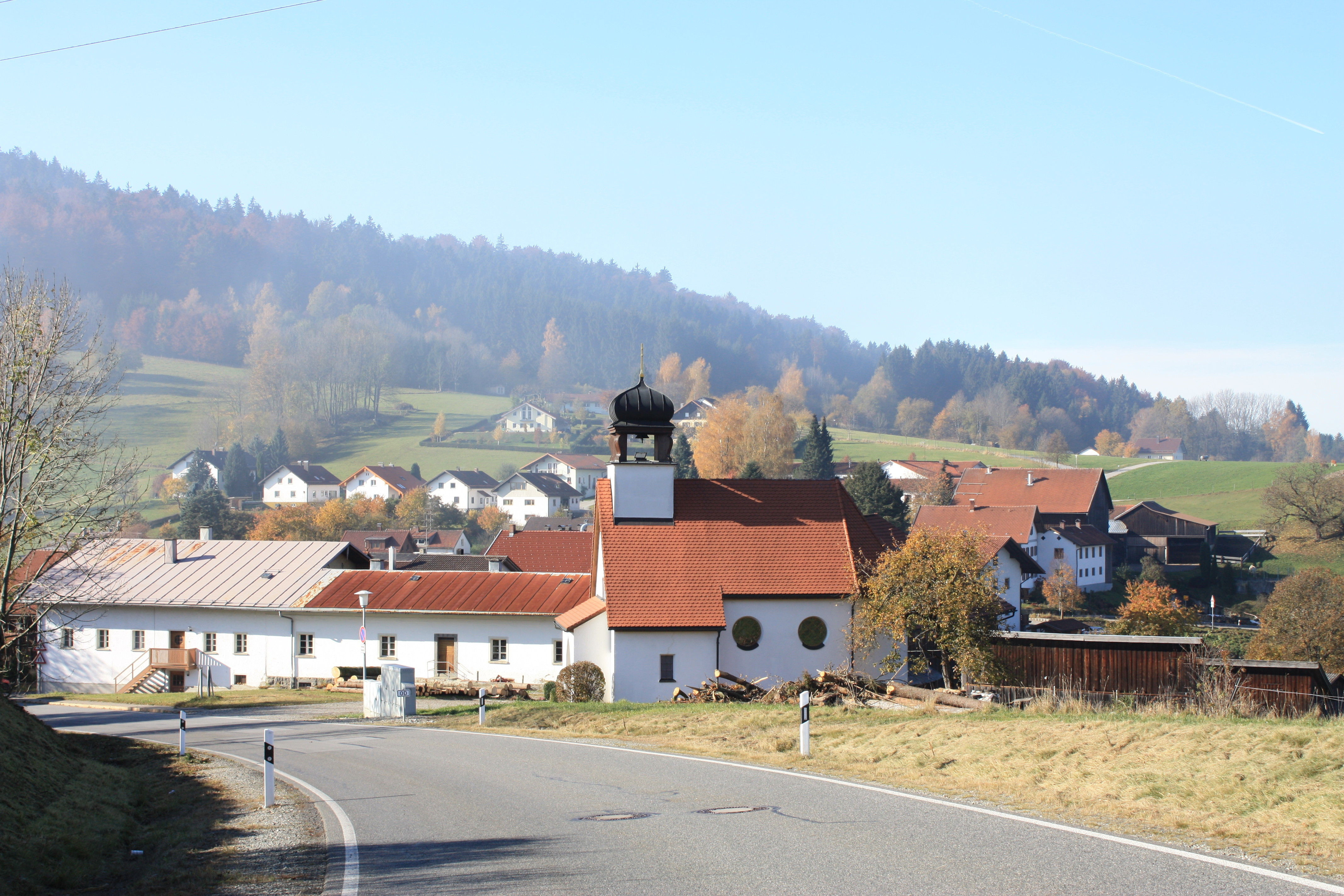
Blick auf Aigenstadl

Das Kirchdorf Aigenstadl liegt westlich des Kernortes Freyung an der Staatsstraße 2127. Unweit östlich verläuft die B 12. Nördlich fließt die Wolfsteiner Ohe.

## Sehenswürdigkeiten
In der Liste der Baudenkmäler in Freyung sind für Aigenstadl neun Baudenkmäler aufgeführt:
- ehemaliges Carbidwerk Freyung (Aigenstadl 1)
- ehemalige Schulkapelle (Aigenstadl 8)
- Waldlerhaus (Aigenstadl 14)
- ehemaliges Werkmeisterdoppelwohnhaus des ehemaligen Carbid-Werks Freyung (Aigenstadl 54)
- ehemalige Direktorenvillen des ehemaligen Carbid-Werks Freyung (Aigenstadl 55 und 56)
- Alfred-Wiede-Denkmal
- Brechelhütte mit Außenfeuerung (südöstlich des Ortes)
- Kruzifixus mit Maria und Johannes (gegenüber Haus Nummer 8)